# كلية تربية رياضية
كلية التربية الرياضية أو كلية علوم الرياضة أو كلية التربية البدنية وعلوم الرياضة تم تأسيس الكلية لتوفير تعليم متخصص في مجال التربية البدنية وعلوم الرياضة، وهى مؤسسة أكاديمية عليا تمنح درجة البكالوريوس والماجستير والدكتوراة في إحدى تخصصات التربية البدنية وعلوم الرياضة، وتهدف إلى تأهيل الطالب ليصبح مستقبلاً مدرس تربية رياضية أو مدرب رياضي أو أخصائي الإصابات والتأهيل أو أخصائي التغذية الرياضية أو الإداري الرياضي أو أخصائي النفسي الرياضي ، تشمل المقررات الدراسية في هذه الكليات مواضيع مثل علوم الحركة وفسيولوجيا الرياضة والقوام والميكانيكا الحيوية والتدريب الرياضي وتأهيل الإصابات وتنمية القدرات البدنية، والجدير بالذكر ان أغلب الألعاب الرياضية تدرس في الكلية نظرياً وعملياً من حيث طريقة الأداء والقوانين الخاصة بكل رياضة بالإضافة إلى المهارات الحركية لكل رياضة.

## تاريخ التربية الرياضية
تخصص التربية الرياضية يعود تاريخه  إلى العصور القديمة حيث كان يتم تعليم المهارات البدنية والألعاب الرياضية في الثقافات المختلفة. ومع مرور الوقت، تطورت هذه المجال وأصبحت الدراسات الجامعية والبرامج التعليمية المتخصصة للتربية الرياضية شائعة في العديد من البلدان. ويعود تاريخ تعليم الرياضة إلى العصور القديمة، حيث كانت الحاجة لنشاط بدني وتحسين القدرات البدنية والعقلية معروفة. في مصر القديمة، كانت هناك ممارسة رياضية منتظمة تتضمن مثلاً المصارعة والسباحة. وفي اليونان القديمة، تطورت التربية الرياضية بشكل كبير، حيث أصبحت جزءًا من التعليم العام وأساسًا لتنمية القوة البدنية والتركيز العقلي، وكانت مصر في العصر الحديث من أوائل الدول التي وضعت برامج أكاديمية في مجال التربية الرياضية، حيث بدأت الكلية كقسم للتربية البدنية بمعهد التربية سنة 1937م في جامعة حلوان، ومن المعروف أيضا أن الولايات المتحدة كانت من أوائل الدول التي بدأت في تطوير برامج التعليم العالي للتربية الرياضية في القرن التاسع عشر، وتاريخياً، تم تأسيس الكلية الأمريكية للتربية البدنية في عام 1979، وكانت من أوائل الجهات التي قدمت برامج تعليمية متخصصة في هذا المجال. ومنذ ذلك الحين، توسعت برامج التربية الرياضية في معظم الجامعات والمؤسسات التعليمية حول العالم، حيث يتم تدريس المبادئ الأساسية والمهارات اللازمة للعمل كمعلم للتربية الرياضية أو المعالج رياضي، أو اخصائيين الإصابات والتأهيل والتغذية الرياضية والمدرب الرياضي.

## الأهداف العامة للتربية الرياضية
تهدف كلية التربية البدنية وعلوم الرياضة في تدريب وتأهيل الطلاب في مجالات متعددة تتعلق بالرياضة والصحة البدنية. تهدف الكلية إلى توفير برامج أكاديمية وتعليمية شاملة تمكن الطلاب من اكتساب المعرفة والمهارات اللازمة لتدريس وتطوير النشاط البدني والرياضة في مختلف الأعمار والمجتمعات، وتعمل هذه المؤسسات الأكاديمية أيضًا على تعزيز البحث العلمي في مجالات التربية البدنية وعلوم الرياضة، وتشجيع الباحثين على القيام بأبحاث مبتكرة وتطبيقية في مجالات الرياضة والصحة البدنية، وعلم الحركة الرياضية، وتأثير التمارين الرياضية على الصحة العامة، وغيرها من المواضيع ذات الصلة.

## أقسام كليات التربية الرياضية
- قسم التدريب الرياضي[17]

التخصص الأكاديمي للتدريب الرياضي يركز على دراسة المبادئ العلمية والتطبيقات العملية في تدريب الرياضيين ويهدف هذا التخصص إلى تزويد الطلاب بالمعرفة والمهارات اللازمة لفهم العوامل المؤثرة في تطوير الأداء البدني والرياضي للرياضيين في مختلف الرياضات.
- قسم المناهج وطرق تدريس التربية الرياضية[18]

وتعتمد على الدروس النظرية وتدرس فيه طرق التدريس وكيفية تدريس مجموعة طلبة في المدارس والمعسكرات التدريبية بالإضافة إلى المواد العملية التي تدرس ذاتها لقسم التدريب.
- قسم الإدارة الرياضية[19]

وفيه يقوم طلاب هذا القسم بدراسة طرق إدارة المؤسسات الرياضية.
- قسم علوم الصحة الرياضية[20]

قسم علوم الصحة الرياضية أو قسم الإصابات والتأهيل يعمل القسم على تزويد الخريج بمعلومات صحية مثل الإصابات والتأهيل والتغذية الرياضية والقوام والتشريح والفسيولوجي وتزويد الطالب بمعلومات تجعله مؤهل إلى درجة كبيرة للعمل كأخصائي الإصابات والتأهيل وأخصائي التغذية الرياضية للعمل في الأندية الصحية ومراكز اللياقة البدنية ووحدات التأهيل بالمستشفيات، وذلك بعد حصوله على تصريح بمزاولة المهنة من نقابة الإصابات والتأهيل.
- قسم علم النفس الرياضي[21]

قسم علم النفس الرياضي يقوم بتخريج أخصائي النفسي الرياضي وذلك لتقديم خدمات استشارية نفسية واجتماعية للهيئات والفرق الرياضية والمشروعات القومية في مجال التربية البدنية والرياضة، وتقديم خدمات الإرشاد والتدخل النفسي والاجتماعي.
- قسم علوم الحركة الرياضية[22]

تقديم برامج أكاديمية لصقل قدرات الطلاب والعاملين في مجال التربية البدنية والرياضية على تحليل الحركات الرياضية من النواحي الميكانيكية وتقديم برامج أكاديمية خاصة بالتربية الحركية.
- قسم الرياضات المائية [23]

إعداد وتأهيل الطالبات للعمل بمهنة تدريب وإدارة بعض الرياضات المائية كالسباحة، تجديف، سباحة توقيعية ، الغوص، للمستويات المختلفة.
- قسم علوم الترويح الرياضي [25]

تخصص الترويح الرياضي هو مجال يهتم بتنظيم وتنفيذ الأنشطة الرياضية والترفيهية التي تهدف إلى تعزيز الصحة واللياقة البدنية وتحسين الحالة النفسية والاسترخاء، ويشمل مجموعة متنوعة من الأنشطة مثل السباحة والجري وركوب الدراجات والمشي لمسافات طويلة والتخييم ورياضات القوى وغيرها.

## التخصص الوظيفي للأقسام العلمية

### التخصصات الفرعية في علوم الصحة الرياضية[27][28]
- أخصائي الإصابات والتأهيل

- اخصائي الإصابات والتأهيل الرياضي

- أخصائي التغذية الرياضية

- المعالج الرياضي

### التخصصات الفرعية في علم النفس الرياضي[29]
- أخصائي نفسى رياضي

- أخصائي النفسي التربوي الرياضي

### التخصصات الفرعية في التدريب الرياضي[30]
- مدرب رياضي (في إحدى الألعاب الرياضية)

- مدرب اللياقة البدنية

- مخطط الأحمال التدريبية

### التخصصات الفرعية في الإدارة الرياضية[31][32]
- إداري رياضي في المؤسسات الرياضية

- إعلامي رياضي

- مسؤول تسويق رياضي
- مدير العلاقات العامة
- التحكيم الرياضي
- وكيل رياضي[33]

### التخصصات الفرعية في التدريس الرياضي[34]
- مدرس تربية رياضية